# Dysschema noctuites
Dysschema noctuites är en fjärilsart som beskrevs av Butler 1872. Dysschema noctuites ingår i släktet Dysschema och familjen björnspinnare. Inga underarter finns listade i Catalogue of Life.